# Дискретное преобразование Фурье над конечным полем
Дискретное преобразование Фурье над конечным полем — один из видов дискретного преобразования Фурье для вектора {\displaystyle {\vec {v}}=(v_{0},\;v_{1},\;\ldots ,\;v_{n-1}),\;v_{i}\in GF(q^{m})} над конечным полем {\displaystyle GF(q^{m})}, определяемое как вектор {\displaystyle {\vec {V}}=(V_{0},\;V_{1},\;V_{2},\;\ldots ,\;V_{n-1}),\;V_{j}\in GF(q^{m})}, где {\displaystyle n} делит {\displaystyle q^{m}-1} при некотором целом положительном {\displaystyle m}, с компонентами, вычисляемыми как
{\displaystyle V_{j}=\sum _{i=0}^{n-1}\alpha ^{ij}v_{i},\quad j=0,\;1,\;\ldots ,\;n-1,}
где {\displaystyle \alpha } — элемент порядка {\displaystyle n} в поле {\displaystyle GF(q^{m})} (то есть такой, что {\displaystyle \alpha ^{n}=1,\;\alpha ^{k}\neq 1,\;k<n}).
Индекс {\displaystyle i} можно назвать временем, а {\displaystyle {\bar {v}}} — временной функцией или сигналом. Аналогично индекс {\displaystyle j} — частотой, а {\displaystyle {\bar {V}}} — частотной функцией или спектром.
Обратное преобразование в данном случае определяется таким образом
{\displaystyle v_{i}=(n)^{-1}\sum _{j=0}^{n-1}\alpha ^{-ij}V_{j},\quad i=0,\;1,\;\ldots ,\;n-1,}
где {\displaystyle (n)} интерпретируется как элемент поля {\displaystyle GF(q^{m})}, то есть {\displaystyle (n)=n\cdot e}, где {\displaystyle e} — нейтральный элемент поля по умножению.